# Adam i Ewa (obraz Lucasa Cranacha starszego w Muzeum Narodowym w Warszawie)
Adam i Ewa – obraz pędzla Lucasa Cranacha starszego, datowany na około 1510 rok, jedna z kilkudziesięciu wersji przedstawień pierwszych rodziców namalowanych przez tego artystę. Nie są znane zleceniodawca i miejsce przeznaczenia dzieła.
Przed połową XIX wieku obraz był wzmiankowany w zbiorach rodu Hohenzollern-Hechingen, następnie stał się własnością prywatną doktora Oertela z Monachium, potem nieznanego z nazwiska paryżanina. Od roku 1925 znajdował się w zbiorach wrocławskiego Schlesisches Museum der Bildenden Kunste. Podczas wojny ewakuowano go do Kamieńca Ząbkowickiego. W 1946 roku został przekazany do Muzeum Narodowego w Warszawie, gdzie znajduje się do dziś.

## Opis obrazu
Obraz przedstawia pierwszych biblijnych rodziców, Adama i Ewę, ukazanych nago w lesie. Pośrodku stoi fragmentarycznie ukazane drzewo poznania dobra i zła, jednak nie jest to jabłoń, ale dąb, którego masywne korzenie nieco wystają z częściowo pokrytej zielenią i kamieniami ziemi. Po potężnym, „spiralnym”, rozgałęzionym u góry pniu pełza w dół wąż – symbol szatana – kusząc Ewę, aby skosztowała zakazanego owocu jabłoni. Obie postacie charakteryzują się odmienną barwą karnacji: u Adama tonacje są cieplejsze, u Ewy chłodniejsze. Oba akty ukazane są w lekkim kontrapoście; ich wysublimowane, taneczne pozy potęgują dynamikę kompozycji i podkreślają młodość i urodę pierwszych rodziców. Adam został ukazany jako młody, brodaty mężczyzna o kędzierzawych włosach, dużych, ciemnych oczach i nieco atletycznej budowie ciała. Kierująca swój wzrok w stronę widza Ewa, charakteryzuje się delikatnym modelunkiem ciała i rysami twarzy, dużymi, ciemnymi oczami i rozpuszczonymi, lekko rozwianymi, falującymi włosami. Dostrzegalne są tu emocje i uczucia: rozterka Adama wobec pokusy, której łatwo ulega Ewa.

## Interpretacja
Pierwszym wykonanym przez Cranacha dziełem przedstawiającym Adama i Ewę jest datowany na rok 1509 drzeworyt, charakteryzujący się z jednej strony ekspresją, z drugiej zaś dążeniem do rodzajowego, realistycznego zilustrowania wątku z Księgi Rodzaju. W namalowanym około rok później obrazie warszawskim Lucas Cranach Starszy nieco zmienił sposób przedstawienia sceny z pierwszymi rodzicami, nadając jej bardziej erotyczny charakter, często obecny w twórczości artysty. Prócz kilkudziesięciu wersji Adama i Ewy exemplum gratia stanowi seria około 30 obrazów ukazujących Grzech pierworodny. Nagość jest tu świadomie wyeksponowana, natomiast pozy i gesty obrazują miłosne uczucia między Adamem i Ewą. Biblijne wątki poświęcone pierwszym rodzicom upowszechniły się w twórczości Cranachów oraz innych artystów niemieckich (m.in. Albrechta Dürera, Hansa Baldunga Griena) ze względu na zainteresowanie studiami nad proporcjami, anatomią i ruchem człowieka. W przypadku Lucasa Cranacha Starszego, który często zmieniał styl, malując kolejne wersje Adama i Ewy, wątek ten miał wymiar moralizatorski ze względu na silne oddziaływanie reformacji i nauk Marcina Lutra, który bardzo przyjaźnił się z Cranachem.
Pod względem stylistycznym warszawska wersja Adama i Ewy jest przykładem piękna ludzkiego ciała w wersji italianizującej. Wpływy włoskie w przedstawieniach pierwszych rodziców pojawiły się wcześniej m.in. w obrazach Albrechta Dürera i Jana Gossaerta. Prawdopodobnie stanowiły one inspirację dla Lucasa Cranacha Starszego. Namalowane w konwencji naturalistycznej postaci oraz krajobraz są charakterystyczne dla wczesnego okresu twórczości Cranacha, przypadającej na przełom dwóch pierwszych dekad XVI stulecia. Cechy fizjonomiczne postaci Adama i Ewy z warszawskiego dzieła podobne są m.in. do Alfeusza z wiedeńskiej Rodziny Marii, św. Krzysztofa z fragmentarycznie zachowanego retabulum ołtarzowego w zbiorach Thyssen-Bornemisza w Lugano oraz Wenus z Ermitażu i Marii z wrocławskiej Madonny pod jodłami.